# 尤寧鎮區 (愛荷華州伍德伯里縣)
尤寧鎮區（英語：Union Township）是位於美國愛荷華州伍德伯里縣的一個行政鎮區。

## 地方資料
根據2010年美國人口普查的數據，尤寧鎮區的面積為92.71平方千米，當中陸地面積為92.57平方千米，而水域面積為0.14平方千米。當地共有人口729人，而人口密度為每平方千米7.86人。